# Comté de Nyamira
 (mai 2020).
Le comté de Nyamira est le plus petit des six comtés de la province de Nyanza au Kenya. Il n'a de bordure ni avec le golfe de Winam ni avec le lac Victoria. Il est peuplé par des Luo et des Gusii. Son chef-lieu est Nyamira.

## Géographie et géologie
Il est bordé au nord par le comté de Homa Bay, à l'ouest par le comté de Kisii, au sud par le comté de Narok et à l'est par les comtés de Bomet et de Kericho (ces trois derniers comtés sont dans la province de la vallée du Rift).
Le point culminant se situe dans la localité de Kiabonyoru à 2 158 m (0° 35′ 09″ S, 34° 58′ 49″ E)

## Hydrographie
Principales rivières :
- Awach Tende ;
- Awach Kasipur.

## Climat
Les températures varient entre 10,1 et 28,7 °C. La pluviométrie annuelle varie entre 600 et 2 300 mm.

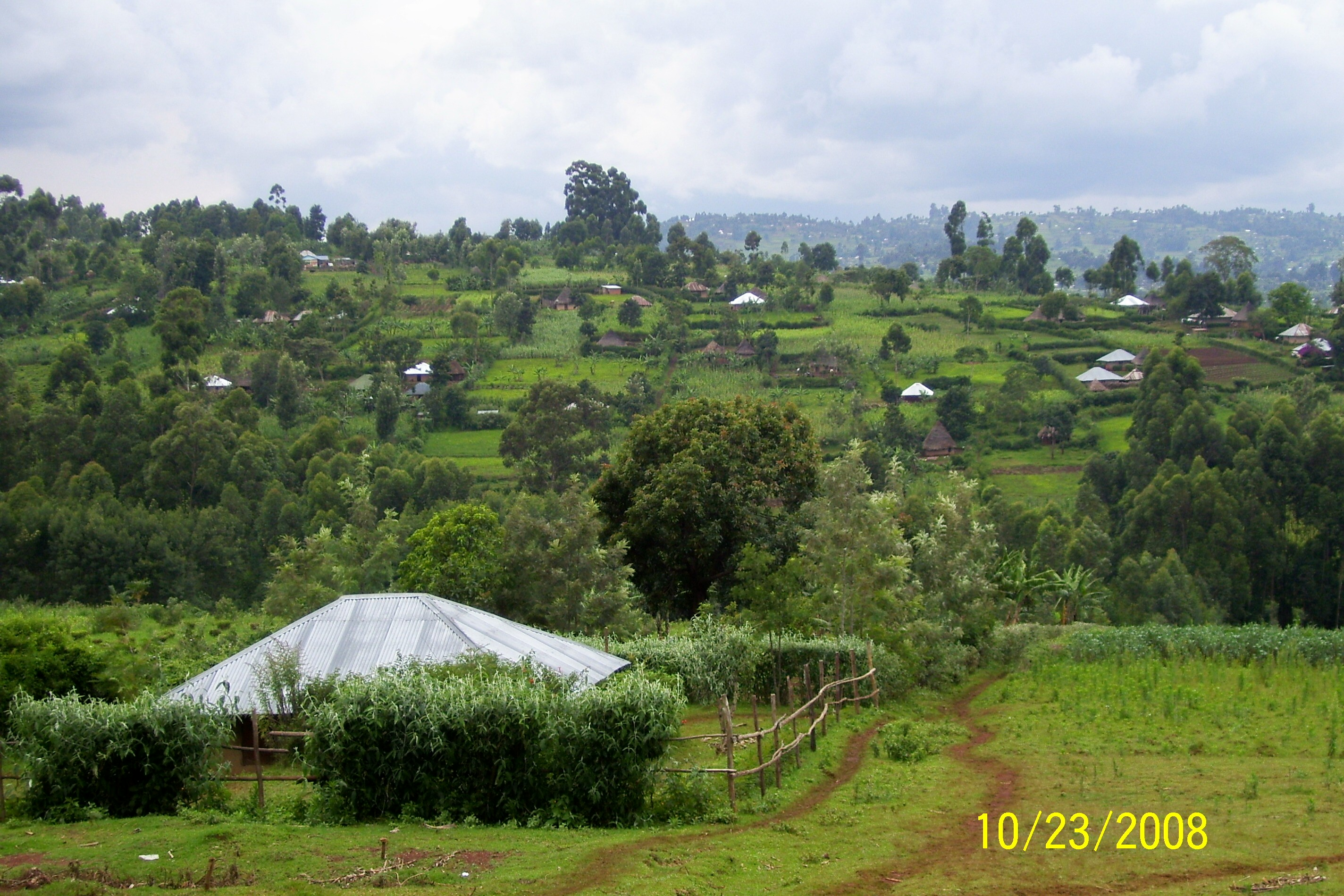
Comté de Nyamira – Vue

## Population
La superficie totale est de 899,3 km2. Cette surface de terre ferme pour 598 252 habitants donne une densité de peuplement de 665 hab./km2. Lors du dernier recensement national de 2009, cette population était composée de 131 039 familles, soit une moyenne de 4,57 personnes par famille et constituée par 287 048 personnes de sexe masculin et 311 204 personnes de sexe féminin.
La distribution des âges se répartit en 44,1 % de 0-14 ans, 52,4 % de 15-64 ans et en 3,5 % de 65 ans et plus.

## Situation sanitaire
Le comté possède deux importants hôpitaux publics (District Hospitals), quatre hôpitaux publics plus petits (Sub-District Hospitals), 47 dispensaires, 26 centres de santé de proximité, 16 cliniques privées et 3 maternités. Neuf médecins sont actifs, soit un pour 65 000 habitants.
La mortalité infantile est de l'ordre de 111 pour 1 000 naissances tandis que la mortalité juvénile est de 80 pour 1 000. Les principales maladies rencontrées sont le paludisme, les infections urinaires et les infections dermatologiques.

## Enseignement
Selon le rapport annuel Statistical Abstract 2010 édité par le Kenya National Bureau of Statistics (KNBS),  (ISBN 9966-767-24-X) et concernant l'année 2009, le comté compte :
- 154 012 enfants scolarisés dans 567 écoles de l'enseignement primaire avec un ratio, dans les écoles publiques, de 1 instituteur pour 39 élèves ;
- 37 070 étudiants dans 168 établissements de l'enseignement secondaire avec un ratio, dans les écoles publiques, de 1 professeur pour 34 étudiants.

## Économie
Les principales activités sont agricoles avec la culture du maïs, du caféier d'Arabie, du théier, de la pyrèthre, du bananier et avec l'élevage de vaches laitières. Le comté compte cinq banques commerciales et six institutions de microcrédit.
L'indice de pauvreté, aussi bien en milieu urbain que rural, est de 46,6 % et le ratio de dépendance économique est 100 dépendants pour 91 productifs.

## Structure sociétale

### Structure exécutive et législative
Après les élections générales du 4 mars 2013, le comté (County), comme tous les autres comtés du Kenya, sera semi-autonome par rapport au gouvernement central. L'entité pourra lever des impôts ou adopter des règlements locaux (par ex. : urbanisme, police) ainsi que gérer les ressources naturelles, humaines et les infrastructures pour autant que la décision ne soit pas contraire ni à la Constitution ni aux Lois de l'État. L'autorité exécutive du comté sera responsable des moyens qui lui seront apportés par l'exécutif national.
L'autorité exécutive comportera un gouverneur, un vice-gouverneur et dix autres membres.
L'assemblée locale sera constituée de 34 élus (un par Ward, « autorité locale ») auxquels il faudra ajouter le Président de l'assemblée locale (Chairman of the County Cuncil).

### Structure administrative
Le comté est divisé, depuis 2009, en trois districts (wilaya) eux-mêmes partagés en divisions administratives (tarafa), elles-mêmes divisées en localités (Mtaa) et, enfin, ces dernières en quartiers (Kijiji) :
- Kitutu Masaba, chef-lieu Rigoma ;
- North Mugirango, chef-lieu Nyansiongo ;
- West Mugirango, chef-lieu Nyamira.

À partir de 2013, le comté comptera une circonscription supplémentaire (circonscription de Mososho), soit quatre au total.
Après les élections générales du 4 mars 2013, ces districts ne seront plus gérés par l'exécutif national mais bien par l'exécutif local.

### Structure électorale
Depuis 1988, le comté est constitué de trois circonscriptions électorales (Constituencies). Chacune des circonscriptions, qui sont, depuis 2010, territorialement équivalentes aux districts, est représenté par un député (Member of Parliament ou MP) au parlement national qui compte actuellement 224 membres.
Les trois députés élus en 2007 avec, entre parenthèses, le nom de leur parti politique sont :
- Kitutu Masaba - Monsieur Walter Nyambati (NLP) ;
- North Mugirango - Monsieur Wilfred Moriasi Ombui (KANU) ;
- West Mugirango - Monsieur James Ondicho Gesami (ODM).

À la prochaine élection législative du 4 mars 2013, les électeurs du comté éliront aussi leur représentant au Sénat.

### Localités et autres lieux du comté
- Crête de Manga[6] ;
- les chutes de Keera et de Kiomachingi.

### Personnalités liées au comté
- Charles Asati, athlète spécialiste du 400 mètres ;
- Hezahiah Nyamau, athlète spécialiste du 400 mètres ;
- Robert Ouko, athlète spécialiste du 400 mètres ;
- Naftali Temu, athlète spécialiste du 10 000 mètres ;
- Nyantika Maiyoro, athlète spécialiste du 5 000 mètres ;
- Clare Omanga, écrivaine de romans et de littérature d'enfance et de jeunesse ;
- John P.N. Simba, président du conseil d'administration de Bamburi Cement Limited (en) depuis 2012 et chancelier de l'université Pwani depuis 2013 ;
- David Maraga, président de la Cour suprême du Kenya depuis le 19 octobre 2016.

## Sources et bibliographie
Statistical Abstract 2010 édité par le Kenya National Bureau of Statistics (KNBS),  (ISBN 9966-767-24-X)